# 프리실라 메이렐리스
프리실라 메이렐리스(Priscilla Meirelles, 1983년 9월 5일 ~ )는 브라질의 미인 대회 우승자, 모델, 배우이다. 2003 미스 글로브, 2004 미스 어스 우승자이다. 2011년 필리핀의 배우 존 에스트라다와 결혼했다.